# Puchar Ružicy Meglaj-Rimac
Puchar Ružicy Meglaj-Rimac (Puchar Chorwacji w koszykówce kobiet) – cykliczne krajowe rozgrywki sportowe, prowadzone systemem pucharowym, organizowane corocznie (co sezon) przez Chorwacką Federację Koszykówki dla chorwackich żeńskich klubów koszykarskich. Drugie – po mistrzostwach Chorwacji – rozgrywki w hierarchii ważności, w chorwackiej koszykówce. Rozgrywki zostały zainicjowane w 1991, po rozpadzie Jugosławii. Noszą imię chorwackiej koszykarki Ružicy Meglaj-Rimac, reprezentantki Jugosławii.

## Finał pucharu
| Sezon   | Zdobywca pucharu            | Wynik  | Finalista              |
| ------- | --------------------------- | ------ | ---------------------- |
| 1991–92 | Split                       |        | Montmontaža Zagrzeb    |
| 1992–93 | Montmontaža Zagrzeb         |        | Split                  |
| 1993–94 | Montmontaža Zagrzeb         |        | Split                  |
| 1994–95 | Centar banka Zagrzeb        |        | Montmontaža Zagrzeb    |
| 1995–96 | Montmontaža Zagrzeb         |        | Centar banka Zagrzeb   |
| 1996–97 | Centar banka Zagrzeb        |        | Szybenik               |
| 1997–98 | Adriatic osiguranje Zagrzeb |        | Szybenik               |
| 1998–99 | Zagrzeb                     |        | Montmontaža Zagrzeb    |
| 1999–00 | Croatia Zagrzeb             |        | Gospić 83 Inero        |
| 2000–01 | Croatia Zagrzeb             |        | Szybenik Jolly JBS     |
| 2001–02 | Szybenik                    |        | Gospić                 |
| 2002–03 | Gospić                      |        | Szybenik Jolly JBS     |
| 2003–04 | Szybenik Jolly JBS          |        | Croatia Zagrzeb        |
| 2004–05 | Gospić                      |        | Croatia Zagrzeb        |
| 2005–06 | Szybenik Jolly JBS          | 83:67  | Gospić Industrogradnja |
| 2006–07 | Gospić CO                   | 70:65  | Szybenik Jolly JBS     |
| 2007–08 | Szybenik Jolly JBS          | 78:66  | Gospić Industrogradnja |
| 2008–09 | Gospić CO                   | 79:60  | Medveščak              |
| 2009–10 | Gospić CO                   | 64:56  | Szybenik Jolly JBS     |
| 2010–11 | Gospić CO                   | 83:69  | Szybenik Jolly JBS     |
| 2011–12 | Gospić CO                   | 107:50 | Novi Zagrzeb           |
| 2012–13 | Novi Zagrzeb                | 87:76  | Szybenik Jolly JBS     |
| 2013–14 | Novi Zagrzeb                | 62:44  | Trešnjevka 2009        |
| 2014–15 | Medveščak                   | 64:56  | Ragusa Dubrownik       |
| 2015–16 | Medveščak                   | 67:59  | Kvarner                |
| 2016–17 | Medveščak                   | 73:71  | Trešnjevka 2009        |
| 2017–18 | Medveščak                   | 77:50  | Ragusa Dubrownik       |

## Bilans finalistek
- Uwzględniono tytuły mistrzowskie zdobyte zarówno w lidze jugosłowiańskiej, jak i chorwackiej

| Zespół               | Mistrzostwa | Wicemistrzostwa | Zwycięskie lata                          | Przegrane lata                                                   |
| -------------------- | ----------- | --------------- | ---------------------------------------- | ---------------------------------------------------------------- |
| Trešnjevka 2009      | 7           | 11              | 1975, 1978, 1980, 1982, 1993, 1994, 1996 | 1962, 1976, 1979, 1981, 1984, 1986, 1992, 1995, 1999, 2014, 2017 |
| Gospić               | 7           | 4               | 2003, 2005, 2007, 2009, 2010, 2011, 2012 | 2000, 2002, 2006, 2008                                           |
| Szybenik             | 6           | 8               | 1987, 1990, 2002, 2004, 2006, 2008       | 1997, 1998, 2001, 2003, 2007, 2010, 2011, 2013                   |
| Croatia 2006 Zagrzeb | 6           | 3               | 1995, 1997, 1998, 1999, 2000, 2001       | 1996, 2004, 2005                                                 |
| Medveščak            | 4           | 1               | 2015, 2016, 2017, 2018                   | 2009                                                             |
| Novi Zagrzeb         | 2           | 1               | 2013, 2014                               | 2012                                                             |
| Split                | 1           | 2               | 1992                                     | 1993, 1994                                                       |
| Ragusa Dubrownik     | –           | 2               | –                                        | 2015, 2018                                                       |
| Kvarner              | –           | 1               | –                                        | 2016                                                             |